# Cliff Thorburn
Clifford Charles Devlin "Cliff" Thorburn (ur. 16 stycznia 1948) – kanadyjski snookerzysta; pierwszy w erze Crucible Theatre mistrz świata spoza Wysp Brytyjskich.
Zdobył tytuł mistrzowski w 1980 po pokonaniu w finale Alexa Higginsa; przegrał w finale mistrzostw świata w 1977 (z Johnem Spencerem) i 1983 (ze Steve’em Davisem).
Był pierwszym zawodnikiem, który uzyskał break maksymalny podczas rundy finałowej mistrzostw świata (w 1983 roku). Kolejnego takiego wyczynu dokonał Jimmy White dziewięć lat później.
Był także pierwszym zawodnikiem, który dwukrotnie uzyskał break maksymalny w karierze (w 1989 roku).
W reprezentacji Kanady zdobył dwa razy drużynowy Puchar Świata w 1982 (partnerowali mu Bill Werbeniuk i Kirk Stevens) i w 1990 (partnerami byli Bob Chaperon i Alain Robidoux). W 1996 zakończył karierę profesjonalną; obecnie występuje w zawodach weteranów oraz w rozgrywkach bilardowych. W 1988 został odznaczony Orderem Kanady.

## Zwycięstwa
- Mistrzostwa świata – 1980
- Masters –  1983, 1985, 1986
- Scottish Masters –  1985, 1986
- Goya Matchroom Trophy – 1985
- Canadian Open – 1974, 1978, 1979, 1980
- Mistrzostwa Kanady zawodowców – 1984–1987
- Mistrzostwa Ameryki Północnej – 1971, 1972

## Występy w ważnych turniejach[2]
| Ranking                            | Brak rankingu       | Brak rankingu       | Brak rankingu       | Brak rankingu       | 13                  | 6                   | 5                   | 5                   | 2                   | 1                   | 3                   | 3                   | 3                   | 2                   | 2                   | 4                   | 6                   | 7                   | 18                  | 36                  | 36                  | 41                  | 54                  | 41                  |                     |                     |                     |                     |                     |                     |                     |                     |                     |                     |                     |                     |                     |                     |                     |                     |                     |                     |                     |                     |                     |                     |                     |          |          |          |          |
| Turnieje rankingowe                |                     |                     |                     |                     |                     |                     |                     |                     |                     |                     |                     |                     |                     |                     |                     |                     |                     |                     |                     |                     |                     |                     |                     |                     |                     |                     |                     |                     |                     |                     |                     |                     |                     |                     |                     |                     |                     |                     |                     |                     |                     |                     |                     |                     |                     |                     |                     |          |          |          |          |
| Thailand Classic                   | Tournament Not Held | Tournament Not Held | Tournament Not Held | Tournament Not Held | Tournament Not Held | Tournament Not Held | Tournament Not Held | Tournament Not Held | Tournament Not Held | Tournament Not Held | Tournament Not Held | Tournament Not Held | Tournament Not Held | Tournament Not Held | Tournament Not Held | Tournament Not Held | NR                  | A                   | 1R                  | 1R                  | !R                  | LQ                  | LQ                  | LQ                  |                     |                     |                     |                     |                     |                     |                     |                     |                     |                     |                     |                     |                     |                     |                     |                     |                     |                     |                     |                     |                     |                     |                     |          |          |          |          |
| Grand Prix                         | Tournament Not Held | Tournament Not Held | Tournament Not Held | Tournament Not Held | Tournament Not Held | Tournament Not Held | Tournament Not Held | Tournament Not Held | Tournament Not Held | Tournament Not Held | 3R                  | QF                  | F                   | SF                  | 1R                  | 2R                  | A                   | 2R                  | 1R                  | 1R                  | LQ                  | LQ                  | 1R                  | LQ                  |                     |                     |                     |                     |                     |                     |                     |                     |                     |                     |                     |                     |                     |                     |                     |                     |                     |                     |                     |                     |                     |                     |                     |          |          |          |          |
| UK Championship                    | Non-Ranking Event   | Non-Ranking Event   | Non-Ranking Event   | Non-Ranking Event   | Non-Ranking Event   | Non-Ranking Event   | Non-Ranking Event   | Non-Ranking Event   | Non-Ranking Event   | Non-Ranking Event   | Non-Ranking Event   | Non-Ranking Event   | SF                  | 3R                  | QF                  | QF                  | QF                  | 2R                  | WD                  | 1R                  | LQ                  | LQ                  | LQ                  | LQ                  |                     |                     |                     |                     |                     |                     |                     |                     |                     |                     |                     |                     |                     |                     |                     |                     |                     |                     |                     |                     |                     |                     |                     |          |          |          |          |
| German Open                        | Tournament Not Held | Tournament Not Held | Tournament Not Held | Tournament Not Held | Tournament Not Held | Tournament Not Held | Tournament Not Held | Tournament Not Held | Tournament Not Held | Tournament Not Held | Tournament Not Held | Tournament Not Held | Tournament Not Held | Tournament Not Held | Tournament Not Held | Tournament Not Held | Tournament Not Held | Tournament Not Held | Tournament Not Held | Tournament Not Held | Tournament Not Held | Tournament Not Held | Tournament Not Held | LQ                  |                     |                     |                     |                     |                     |                     |                     |                     |                     |                     |                     |                     |                     |                     |                     |                     |                     |                     |                     |                     |                     |                     |                     |          |          |          |          |
| Welsh Open                         | Tournament Not Held | Tournament Not Held | Tournament Not Held | Tournament Not Held | Tournament Not Held | Tournament Not Held | Tournament Not Held | Tournament Not Held | Tournament Not Held | Tournament Not Held | Tournament Not Held | Tournament Not Held | Tournament Not Held | Tournament Not Held | Tournament Not Held | Tournament Not Held | Tournament Not Held | Tournament Not Held | Tournament Not Held | 1R                  | LQ                  | LQ                  | LQ                  | LQ                  |                     |                     |                     |                     |                     |                     |                     |                     |                     |                     |                     |                     |                     |                     |                     |                     |                     |                     |                     |                     |                     |                     |                     |          |          |          |          |
| International Open                 | Tournament Not Held | Tournament Not Held | Tournament Not Held | Tournament Not Held | Tournament Not Held | Tournament Not Held | Tournament Not Held | Tournament Not Held | Tournament Not Held | NR                  | 2R                  | F                   | 1R                  | W                   | F                   | F                   | A                   | 1R                  | Not Held            | Not Held            | LQ                  | 2R                  | 1R                  | LQ                  |                     |                     |                     |                     |                     |                     |                     |                     |                     |                     |                     |                     |                     |                     |                     |                     |                     |                     |                     |                     |                     |                     |                     |          |          |          |          |
| European Open                      | Tournament Not Held | Tournament Not Held | Tournament Not Held | Tournament Not Held | Tournament Not Held | Tournament Not Held | Tournament Not Held | Tournament Not Held | Tournament Not Held | Tournament Not Held | Tournament Not Held | Tournament Not Held | Tournament Not Held | Tournament Not Held | Tournament Not Held | Tournament Not Held | QF                  | 1R                  | SF                  | 2R                  | 1R                  | LQ                  | LQ                  | LQ                  |                     |                     |                     |                     |                     |                     |                     |                     |                     |                     |                     |                     |                     |                     |                     |                     |                     |                     |                     |                     |                     |                     |                     |          |          |          |          |
| Thailand Masters                   | Tournament Not Held | Tournament Not Held | Tournament Not Held | Tournament Not Held | Tournament Not Held | Tournament Not Held | Tournament Not Held | Tournament Not Held | Tournament Not Held | Tournament Not Held | Tournament Not Held | Non-Ranking Event   | Non-Ranking Event   | Non-Ranking Event   | Non-Ranking Event   | Not Held            | Not Held            | 1R                  | 1R                  | LQ                  | LQ                  | 1R                  | SF                  | WD                  |                     |                     |                     |                     |                     |                     |                     |                     |                     |                     |                     |                     |                     |                     |                     |                     |                     |                     |                     |                     |                     |                     |                     |          |          |          |          |
| British Open                       | Tournament Not Held | Tournament Not Held | Tournament Not Held | Tournament Not Held | Tournament Not Held | Tournament Not Held | Tournament Not Held | Non-Ranking Event   | Non-Ranking Event   | Non-Ranking Event   | Non-Ranking Event   | Non-Ranking Event   | 3R                  | 3R                  | SF                  | SF                  | 3R                  | 1R                  | 1R                  | 1R                  | LQ                  | 1R                  | LQ                  | LQ                  |                     |                     |                     |                     |                     |                     |                     |                     |                     |                     |                     |                     |                     |                     |                     |                     |                     |                     |                     |                     |                     |                     |                     |          |          |          |          |
| Mistrzostwa świata                 | 2R                  | 1R                  | QF                  | 1R                  | F                   | QF                  | 1R                  | W                   | SF                  | 1R                  | F                   | QF                  | QF                  | SF                  | 1R                  | SF                  | 1R                  | QF                  | LQ                  | LQ                  | LQ                  | 1R                  | LQ                  | LQ                  |                     |                     |                     |                     |                     |                     |                     |                     |                     |                     |                     |                     |                     |                     |                     |                     |                     |                     |                     |                     |                     |                     |                     |          |          |          |          |
| Turnieje nie-rankingowe            |                     |                     |                     |                     |                     |                     |                     |                     |                     |                     |                     |                     |                     |                     |                     |                     |                     |                     |                     |                     |                     |                     |                     |                     |                     |                     |                     |                     |                     |                     |                     |                     |                     |                     |                     |                     |                     |                     |                     |                     |                     |                     |                     |                     |                     |                     |                     |          |          |          |          |
| Australian Masters                 | Tournament Not Held | Tournament Not Held | Tournament Not Held | Tournament Not Held | Tournament Not Held | Tournament Not Held | Tournament Not Held | A                   | A                   | A                   | RR                  | W                   | 1R                  | A                   | A                   | QF                  | NH                  | R                   | Tournament Not Held | Tournament Not Held | Tournament Not Held | Tournament Not Held | A                   | A                   |                     |                     |                     |                     |                     |                     |                     |                     |                     |                     |                     |                     |                     |                     |                     |                     |                     |                     |                     |                     |                     |                     |                     |          |          |          |          |
| Scottish Masters                   | Tournament Not Held | Tournament Not Held | Tournament Not Held | Tournament Not Held | Tournament Not Held | Tournament Not Held | Tournament Not Held | Tournament Not Held | Tournament Not Held | F                   | A                   | SF                  | QF                  | W                   | W                   | SF                  | NH                  | QF                  | A                   | A                   | A                   | A                   | A                   | A                   |                     |                     |                     |                     |                     |                     |                     |                     |                     |                     |                     |                     |                     |                     |                     |                     |                     |                     |                     |                     |                     |                     |                     |          |          |          |          |
| The Masters                        | Not Held            | Not Held            | 1R                  | 1R                  | A                   | F                   | QF                  | QF                  | SF                  | QF                  | W                   | 1R                  | W                   | W                   | SF                  | QF                  | QF                  | 1R                  | A                   | LQ                  | A                   | A                   | A                   | A                   |                     |                     |                     |                     |                     |                     |                     |                     |                     |                     |                     |                     |                     |                     |                     |                     |                     |                     |                     |                     |                     |                     |                     |          |          |          |          |
| Irish Masters                      | Not Held            | Not Held            | A                   | A                   | A                   | A                   | A                   | RR                  | SF                  | QF                  | A                   | QF                  | QF                  | SF                  | QF                  | QF                  | 1R                  | 1R                  | A                   | A                   | A                   | A                   | A                   | A                   |                     |                     |                     |                     |                     |                     |                     |                     |                     |                     |                     |                     |                     |                     |                     |                     |                     |                     |                     |                     |                     |                     |                     |          |          |          |          |
| European League                    | Tournament Not Held | Tournament Not Held | Tournament Not Held | Tournament Not Held | Tournament Not Held | Tournament Not Held | Tournament Not Held | Tournament Not Held | Tournament Not Held | Tournament Not Held | Tournament Not Held | A                   | Not Held            | Not Held            | RR                  | RR                  | RR                  | RR                  | A                   | A                   | A                   | A                   | A                   | A                   |                     |                     |                     |                     |                     |                     |                     |                     |                     |                     |                     |                     |                     |                     |                     |                     |                     |                     |                     |                     |                     |                     |                     |          |          |          |          |
| Byłe turnieje rankingowe           |                     |                     |                     |                     |                     |                     |                     |                     |                     |                     |                     |                     |                     |                     |                     |                     |                     |                     |                     |                     |                     |                     |                     |                     |                     |                     |                     |                     |                     |                     |                     |                     |                     |                     |                     |                     |                     |                     |                     |                     |                     |                     |                     |                     |                     |                     |                     |          |          |          |          |
| Canadian Masters                   | Not Held            | Not Held            | Non-Ranking Event   | Non-Ranking Event   | Non-Ranking Event   | Non-Ranking Event   | Non-Ranking Event   | Non-Ranking Event   | Non-Ranking Event   | Tournament Not Held | Tournament Not Held | Tournament Not Held | Tournament Not Held | Non-Ranking         | Non-Ranking         | Non-Ranking         | QF                  | Tournament Not Held | Tournament Not Held | Tournament Not Held | Tournament Not Held | Tournament Not Held | Tournament Not Held | Tournament Not Held |                     |                     |                     |                     |                     |                     |                     |                     |                     |                     |                     |                     |                     |                     |                     |                     |                     |                     |                     |                     |                     |                     |                     |          |          |          |          |
| Hong Kong Open                     | Tournament Not Held | Tournament Not Held | Tournament Not Held | Tournament Not Held | Tournament Not Held | Tournament Not Held | Tournament Not Held | Non-Ranking Event   | Non-Ranking Event   | Non-Ranking Event   | Non-Ranking Event   | Non-Ranking Event   | Non-Ranking Event   | Non-Ranking Event   | Non-Ranking Event   | Non-Ranking Event   | NH                  | LQ                  | Tournament Not Held | Tournament Not Held | Tournament Not Held | Tournament Not Held | NR                  | NR                  |                     |                     |                     |                     |                     |                     |                     |                     |                     |                     |                     |                     |                     |                     |                     |                     |                     |                     |                     |                     |                     |                     |                     |          |          |          |          |
| Classic                            | Tournament Not Held | Tournament Not Held | Tournament Not Held | Tournament Not Held | Tournament Not Held | Tournament Not Held | Tournament Not Held | Non-Ranking Event   | Non-Ranking Event   | Non-Ranking Event   | Non-Ranking Event   | 1R                  | F                   | F                   | 2R                  | 2R                  | SF                  | 2R                  | 1R                  | 2R                  | Tournament Not Held | Tournament Not Held | Tournament Not Held | Tournament Not Held |                     |                     |                     |                     |                     |                     |                     |                     |                     |                     |                     |                     |                     |                     |                     |                     |                     |                     |                     |                     |                     |                     |                     |          |          |          |          |
| Strachan Open                      | Tournament Not Held | Tournament Not Held | Tournament Not Held | Tournament Not Held | Tournament Not Held | Tournament Not Held | Tournament Not Held | Tournament Not Held | Tournament Not Held | Tournament Not Held | Tournament Not Held | Tournament Not Held | Tournament Not Held | Tournament Not Held | Tournament Not Held | Tournament Not Held | Tournament Not Held | Tournament Not Held | Tournament Not Held | QF                  | MR                  | NR                  | Not Held            | Not Held            |                     |                     |                     |                     |                     |                     |                     |                     |                     |                     |                     |                     |                     |                     |                     |                     |                     |                     |                     |                     |                     |                     |                     |          |          |          |          |
| Former non-ranking tournaments     |                     |                     |                     |                     |                     |                     |                     |                     |                     |                     |                     |                     |                     |                     |                     |                     |                     |                     |                     |                     |                     |                     |                     |                     |                     |                     |                     |                     |                     |                     |                     |                     |                     |                     |                     |                     |                     |                     |                     |                     |                     |                     |                     |                     |                     |                     |                     |          |          |          |          |
| Champion of Champions              | Tournament Not Held | Tournament Not Held | Tournament Not Held | Tournament Not Held | Tournament Not Held | Tournament Not Held | A                   | NH                  | RR                  | Tournament Not Held | Tournament Not Held | Tournament Not Held | Tournament Not Held | Tournament Not Held | Tournament Not Held | Tournament Not Held | Tournament Not Held | Tournament Not Held | Tournament Not Held | Tournament Not Held | Tournament Not Held | Tournament Not Held | Tournament Not Held | Tournament Not Held |                     |                     |                     |                     |                     |                     |                     |                     |                     |                     |                     |                     |                     |                     |                     |                     |                     |                     |                     |                     |                     |                     |                     |          |          |          |          |
| International Open                 | Tournament Not Held | Tournament Not Held | Tournament Not Held | Tournament Not Held | Tournament Not Held | Tournament Not Held | Tournament Not Held | Tournament Not Held | Tournament Not Held | 2R                  | Ranking Event       | Ranking Event       | Ranking Event       | Ranking Event       | Ranking Event       | Ranking Event       | Ranking Event       | Ranking Event       | Not Held            | Not Held            | Ranking Event       | Ranking Event       | Ranking Event       | Ranking Event       |                     |                     |                     |                     |                     |                     |                     |                     |                     |                     |                     |                     |                     |                     |                     |                     |                     |                     |                     |                     |                     |                     |                     |          |          |          |          |
| Northern Ireland Classic           | Tournament Not Held | Tournament Not Held | Tournament Not Held | Tournament Not Held | Tournament Not Held | Tournament Not Held | Tournament Not Held | Tournament Not Held | Tournament Not Held | QF                  | Tournament Not Held | Tournament Not Held | Tournament Not Held | Tournament Not Held | Tournament Not Held | Tournament Not Held | Tournament Not Held | Tournament Not Held | Tournament Not Held | Tournament Not Held | Tournament Not Held | Tournament Not Held | Tournament Not Held | Tournament Not Held | Tournament Not Held | Tournament Not Held |                     |                     |                     |                     |                     |                     |                     |                     |                     |                     |                     |                     |                     |                     |                     |                     |                     |                     |                     |                     |                     |          |          |          |          |
| UK Championship                    | Tournament Not Held | Tournament Not Held | Tournament Not Held | Tournament Not Held | Tournament Not Held | A                   | A                   | A                   | A                   | 2R                  | A                   | A                   | Ranking Event       | Ranking Event       | Ranking Event       | Ranking Event       | Ranking Event       | Ranking Event       | Ranking Event       | Ranking Event       | Ranking Event       | Ranking Event       | Ranking Event       | Ranking Event       |                     |                     |                     |                     |                     |                     |                     |                     |                     |                     |                     |                     |                     |                     |                     |                     |                     |                     |                     |                     |                     |                     |                     |          |          |          |          |
| British Open                       | Tournament Not Held | Tournament Not Held | Tournament Not Held | Tournament Not Held | Tournament Not Held | Tournament Not Held | Tournament Not Held | A                   | RR                  | 2R                  | A                   | A                   | Ranking Event       | Ranking Event       | Ranking Event       | Ranking Event       | Ranking Event       | Ranking Event       | Ranking Event       | Ranking Event       | Ranking Event       | Ranking Event       | Ranking Event       | Ranking Event       |                     |                     |                     |                     |                     |                     |                     |                     |                     |                     |                     |                     |                     |                     |                     |                     |                     |                     |                     |                     |                     |                     |                     |          |          |          |          |
| Classic (snooker)                  | Tournament Not Held | Tournament Not Held | Tournament Not Held | Tournament Not Held | Tournament Not Held | Tournament Not Held | Tournament Not Held | A                   | QF                  | QF                  | QF                  | Ranking Event       | Ranking Event       | Ranking Event       | Ranking Event       | Ranking Event       | Ranking Event       | Ranking Event       | Ranking Event       | Ranking Event       | Tournament Not Held | Tournament Not Held | Tournament Not Held | Tournament Not Held |                     |                     |                     |                     |                     |                     |                     |                     |                     |                     |                     |                     |                     |                     |                     |                     |                     |                     |                     |                     |                     |                     |                     |          |          |          |          |
| Pot Black                          | A                   | RR                  | A                   | A                   | SF                  | RR                  | A                   | A                   | W                   | SF                  | A                   | A                   | SF                  | SF                  | Tournament Not Held | Tournament Not Held | Tournament Not Held | Tournament Not Held | Tournament Not Held | Tournament Not Held | A                   | A                   | A                   | NH                  |                     |                     |                     |                     |                     |                     |                     |                     |                     |                     |                     |                     |                     |                     |                     |                     |                     |                     |                     |                     |                     |                     |                     |          |          |          |          |
| Canadian Masters                   | Not Held            | Not Held            | W                   | QF                  | QF                  | QF                  | W                   | W                   | W                   | Tournament Not Held | Tournament Not Held | Tournament Not Held | Tournament Not Held | SF                  | QF                  | SF                  | R                   | Tournament Not Held | Tournament Not Held | Tournament Not Held | Tournament Not Held | Tournament Not Held | Tournament Not Held | Tournament Not Held |                     |                     |                     |                     |                     |                     |                     |                     |                     |                     |                     |                     |                     |                     |                     |                     |                     |                     |                     |                     |                     |                     |                     |          |          |          |          |
| Canadian Professional Championship | Tournament Not Held | Tournament Not Held | Tournament Not Held | Tournament Not Held | Tournament Not Held | Tournament Not Held | Tournament Not Held | Tournament Not Held | W                   | Not Held            | Not Held            | SF                  | W                   | W                   | W                   | W                   | SF                  | Tournament Not Held | Tournament Not Held | Tournament Not Held | Tournament Not Held | Tournament Not Held | Tournament Not Held | Tournament Not Held | Tournament Not Held | Tournament Not Held | Tournament Not Held | Tournament Not Held | Tournament Not Held | Tournament Not Held | Tournament Not Held | Tournament Not Held | Tournament Not Held | Tournament Not Held | Tournament Not Held | Tournament Not Held | Tournament Not Held | Tournament Not Held | Tournament Not Held | Tournament Not Held | Tournament Not Held | Tournament Not Held | Tournament Not Held | Tournament Not Held | Tournament Not Held | Tournament Not Held | Tournament Not Held |          |          |          |          |
| Dubai Masters                      | Tournament Not Held | Tournament Not Held | Tournament Not Held | Tournament Not Held | Tournament Not Held | Tournament Not Held | Tournament Not Held | Tournament Not Held | Tournament Not Held | Tournament Not Held | Tournament Not Held | Tournament Not Held | Tournament Not Held | Tournament Not Held | Tournament Not Held | Tournament Not Held | QF                  | Ranking Event       | Ranking Event       | Ranking Event       | Ranking Event       | Ranking Event       | Ranking Event       | Ranking Event       | Ranking Event       | Ranking Event       | Ranking Event       | Ranking Event       | Ranking Event       | Ranking Event       | Ranking Event       | Ranking Event       | Ranking Event       | Ranking Event       | Ranking Event       | Ranking Event       | Ranking Event       | Ranking Event       | Ranking Event       | Ranking Event       | Ranking Event       | Ranking Event       | Ranking Event       | Ranking Event       | Ranking Event       | Ranking Event       | Ranking Event       |          |          |          |          |
| World Matchplay (snooker)          | Tournament Not Held | Tournament Not Held | Tournament Not Held | Tournament Not Held | Tournament Not Held | Tournament Not Held | Tournament Not Held | Tournament Not Held | Tournament Not Held | Tournament Not Held | Tournament Not Held | Tournament Not Held | Tournament Not Held | Tournament Not Held | Tournament Not Held | Tournament Not Held | 1R                  | 1R                  | A                   | A                   | A                   | Not Held            | Not Held            | Not Held            | Not Held            | Not Held            | Not Held            | Not Held            | Not Held            | Not Held            | Not Held            | Not Held            | Not Held            | Not Held            | Not Held            | Not Held            | Not Held            | Not Held            | Not Held            | Not Held            | Not Held            | Not Held            | Not Held            | Not Held            | Not Held            | Not Held            | Not Held            | Not Held | Not Held | Not Held | Not Held |
| Snooker Shoot Out                  | Tournament Not Held | Tournament Not Held | Tournament Not Held | Tournament Not Held | Tournament Not Held | Tournament Not Held | Tournament Not Held | Tournament Not Held | Tournament Not Held | Tournament Not Held | Tournament Not Held | Tournament Not Held | Tournament Not Held | Tournament Not Held | Tournament Not Held | Tournament Not Held | Tournament Not Held | Tournament Not Held | 3R                  | Tournament Not Held | Tournament Not Held | Tournament Not Held | Tournament Not Held | Tournament Not Held | Tournament Not Held | Tournament Not Held | Tournament Not Held |                     |                     |                     |                     |                     |                     |                     |                     |                     |                     |                     |                     |                     |                     |                     |                     |                     |                     |                     |                     |          |          |          |          |
| World Seniors Championship         | Tournament Not Held | Tournament Not Held | Tournament Not Held | Tournament Not Held | Tournament Not Held | Tournament Not Held | Tournament Not Held | Tournament Not Held | Tournament Not Held | Tournament Not Held | Tournament Not Held | Tournament Not Held | Tournament Not Held | Tournament Not Held | Tournament Not Held | Tournament Not Held | Tournament Not Held | Tournament Not Held | Tournament Not Held | 1R                  | Tournament Not Held | Tournament Not Held | Tournament Not Held | Tournament Not Held | Tournament Not Held | Tournament Not Held | Tournament Not Held |                     |                     |                     |                     |                     |                     |                     |                     |                     |                     |                     |                     |                     |                     |                     |                     |                     |                     |                     |                     |          |          |          |          |

| Legenda | Legenda                   | Legenda | Legenda                                                          | Legenda | Legenda                                  |
| ------- | ------------------------- | ------- | ---------------------------------------------------------------- | ------- | ---------------------------------------- |
| LQ      | przegrał w kwalifikacjach | #R      | WR – odpadł w rundzie dzikich kart, RR – odpadł w fazie grupowej | QF      | odpadł w ćwierćfinale                    |
| SF      | odpadł w półfinale        | F       | finalista                                                        | W       | zwycięstwo                               |
| DNQ     | nie zakwalifikował się    | A       | nie brał udziału                                                 | WD      | zrezygnował z udziału w trakcie turnieju |

| NH / Not Held          | NH / Not Held          | NH / Not Held          | NH / Not Held          | turniej nie odbył się                   |
| NR / Non-Ranking Event | NR / Non-Ranking Event | NR / Non-Ranking Event | NR / Non-Ranking Event | turniej nie był w tym czasie rankingowy |
| R / Ranking Event      | R / Ranking Event      | R / Ranking Event      | R / Ranking Event      | turniej był w tym czasie rankingowy     |